# Koloa
Koloa (en hawaiano Kōloa) es un lugar designado para el censo ubicado en el condado de Kauai en el estado estadounidense de Hawái. En el año 2000 tenía una población de 1942 habitantes y una densidad poblacional de 629,1 personas por km².

## Geografía
Koloa se encuentra ubicado en las coordenadas 21°54′26″N 159°27′57″O / 21.90722, -159.46583. Según la Oficina del Censo, la localidad tiene un área total de 3,1 km² (1,2 mi²), de la cual 3,1 km² (1,2 mi²) es tierra y 0 km² (0 mi²) (0%) es agua.

## Demografía
Según la Oficina del Censo en 2000 los ingresos medios por hogar en la localidad eran de $34 786, y los ingresos medios por familia eran $43 393. Los hombres tenían unos ingresos medios de $31 125 frente a los $25 938 para las mujeres. La renta per cápita para la localidad era de $16 224. Alrededor del 16,7% de las familias y del 17,8% de la población estaban por debajo del umbral de pobreza.